# Пауло Афонсо Сантос Жуніор
Пауло Афонсо Сантос Жуніор (порт. Paulo Afonso Santos Júnior, нар. 6 травня 1982, Лагоа-Санта), відомий як Паулан (порт. Paulão) — бразильський футболіст, що грав на позиції центрального захисника.
Виступав, зокрема, за клуби «Навал», «Брага» та «Реал Бетіс».

## Ігрова кар'єра
Народився 6 травня 1982 року в місті Лагоа-Санта. Вихованець футбольної школи клубу «Атлетіко Мінейру». Дорослу футбольну кар'єру розпочав 2004 року в основній команді того ж клубу. Згодом був гравцем команд «Америка Мінейру» та «Васко да Гама».
2006 року перебрався до Європи, ставши гравцем португальського «Навала». Відіграв за клуб з міста Фігейра-да-Фож наступні три сезони своєї ігрової кар'єри. Більшість часу, проведеного у складі «Навала», був основним гравцем захисту команди. Згодом протягом 2009–2011 років грав за  «Брагу», маючи статус гравця ротації.
Після сезону 2011/12, проведеного у французькому «Сент-Етьєні», переїхав до Іспанії, уклавши контракт з клубом «Реал Бетіс». Протягом наступних трьох сезонів регулярно з'являвся на полі у складі команди із Севільї, проте стабільним гравцем основного складу не був.
Частину 2015 року провів у мексиканському «Атлетіко Сан-Луїс», а згодом повертався до футболу 2017 року, провівши декілька ігор за португальський  «Ольяненсі».